# Carta di Venezia
La Carta di Venezia per il restauro e la conservazione di monumenti e siti del 1964 è un documento redatto con l'intento di fissare un codice di standard professionali e le linee guida che costituissero un quadro di riferimento internazionale per disciplinare le modalità con cui condurre interventi di conservazione e restauro di monumenti e manufatti architettonici, e di siti storici e archeologici. 

## Contesto storico e teorico
L'attività internazionale per la protezione dei monumenti e delle opere d'arte iniziata con la Carta di Atene nel 1931 si interrompe drasticamente con lo scoppio della Seconda Guerra Mondiale (1939-1945). La situazione di totale disastro successiva al 1945, e la conseguente necessità di una ricostruzione immediata, porta a una rivalutazione dei principi del restauro scientifico, delle teorie caute ed equilibrate incentrate sul minimo intervento e sull'aggiunta neutra espressi da Gustavo Giovannoni e ribaditi nella carta di Atene. Ora, infatti, si tratta di ricostruire intere porzioni di città e non solo di consolidare piccole parti di un monumento. Lo stesso Giovannoni, che assiste alle devastazioni causate dalla guerra, sostiene in uno dei suoi ultimi scritti che le teorie fino ad allora elaborate per risolvere i problemi del restauro non possono più considerarsi efficaci.
Dopo brevi dibattiti si decise di salvare il più possibile: se i danni erano limitati si procedette ad un ripristino repentino; se invece erano notevoli si procedette ad una ricostruzione in forme semplificate o, dove foto e rilievi lo permettevano, nella forma originale; solo se la distruzione era completa si rinunciò alla ricostruzione non senza aver tentato un'anastilosi (ricostruzione totale o parziale di edifici realizzata attraverso la ricomposizione delle loro parti in rovina). Si deduce che si trattò di operare in maniera pesante secondo una tecnica che i tradizionali metodi del restauro storico o scientifico non avrebbero potuto affrontare con efficacia. Ciò nonostante tutti furono d'accordo per non lasciare dei ruderi morti in un paese tornato alla vita e lo stesso Giovannoni concordò con tale impostazione: “Meglio un restauro non perfetto, una scheda perduta, piuttosto che privare le città del loro aspetto”. Tuttavia tali ricostruzioni poste in essere per rimarginare i danni al tessuto urbano, e le ferite anche psicologiche, avevano portato all'estendersi di pratiche di restauro orientate al ripristino e alla ricostruzione, in toto o in parte, delle opere perdute o danneggiate, con un'aspirazione alla fedeltà che, se non adeguatamente sostenuta da studi preparatori, conoscenze critiche, e tecniche di intervento adeguate, rischiava di ingenerare veri e propri falsi storici e artistici, o di incorrere in errori, spesso irreversibili.
Dopo le distruzioni inferte al patrimonio culturale (artistico, architettonico, e storico) di molte nazioni d'Europa e del resto del mondo ed esauritasi la fase immediata di ricostruzione post-bellica, gli interrogativi e le acquisizioni teoriche scaturite erano state oggetto di un incontro di riflessione promosso nel 1964, a Venezia, durante il II Congresso internazionale di architetti e tecnici dei monumenti storici tenutosi dal 25 al 31 maggio e in cui si formerà l'ICOMOS. Sulla base di questa profonda riflessione teorica si arrivò alla realizzazione e divulgazione di un documento comune, denominato in breve "Carta di Venezia", alla cui definizione diedero un particolare contributo teorico gli architetti Roberto Pane e Piero Gazzola e il critico d'arte Cesare Brandi. Il documento veneziano nasce dalla necessità di rinnovare, approfondire e ampliare i contenuti della precedente Carta di Atene, il primo documento internazionale in cui si cristallizzano i principi generali per la protezione dei monumenti. La devastazione totale che la guerra impose a monumenti isolati e a città, mise in crisi il metodo del restauro scientifico, caratterizzato da tempi troppo lunghi e l'uso di mezzi notevoli, portando alla codifica italiana del restauro critico di cui il testo porta le tracce. Le obiezioni al restauro “filologico” si rafforzano a partire dal 1943 quando Agnoldomenico Pica critica l'eccesso di scientificità delle prescrizioni di Boito e Giovannoni e quella «teoria dei danni minori» che non era più sufficiente a ricostruire intere porzioni di città del secondo dopoguerra, il critico e storico dell'architettura sostiene invece che per eseguire un buon restauro occorre compromettersi con un intervento moderno e audace. La vastità dei danni per qualità e quantità, rese quindi inapplicabile l'impostazione scientifica che perse terreno nei confronti del valore artistico il quale divenne fattore di attenzione principale: «Se l'architettura è arte, e di conseguenza l'opera architettonica è opera d'arte, il primo compito del restauratore dovrà essere quello di individuare il valore del monumento e cioè di riconoscere in esso la presenza o meno della qualità artistica. Ma questo riconoscimento è atto critico, giudizio sul criterio che identifica nel valore artistico, e perciò negli aspetti figurali, il grado d'importanza e il valore stesso dell'opera; su di esso è basato il secondo compito, che è quello di recuperare, restituendo e liberando, l'opera d'arte, vale a dire l'intero complesso di elementi figurativi che costituiscono l'immagine ed attraverso i quali essa realizza ed esprime la propria individualità e spiritualità. Ogni operazione dovrà essere subordinata allo scopo di reintegrare e conservare il valore espressivo dell'opera, poiché l'intervento da raggiungere è la liberazione della sua vera forma».
È questa la base del restauro critico: il restauratore ha il compito di riconoscere il valore artistico del monumento attraverso un giudizio critico per poi liberare l'immagine dell'opera, ovvero gli elementi figurativi che ne esprimono lo spirito, attraverso un atto creativo. Grande valore assume quindi la componente creativa facendo emergere la figura del restauratore come un artista dotato di perizia tecnica e soprattutto di inventiva. La posizione filologica che considerava il monumento come testimonianza storica ignorandone la valenza artistica diviene inaccettabile: l'opera architettonica è un documento storico ma anche un atto che esprime un mondo spirituale e per questo essenzialmente assume un significato e diventa un prodotto speciale dell'attività umana come afferma Cesare Brandi nella sua Teoria del restauro.

## Articolato e contenuti
Il documento redatto a Venezia era strutturato in 16 articoli, divisi in sei sezioni, attraverso cui venivano dettati i principi cardine, irrinunciabili, per conseguire le migliori pratiche di restauro architettonico. I punti della Carta vengono introdotti da un preambolo in cui si situa il tema in questione ponendo in evidenza che il patrimonio monumentale costituisce un «patrimonio comune» che si trova sotto la responsabilità dell'umanità la quale ha il dovere di trasmetterlo alle generazioni future nella sua «autenticità». Per questo motivo i principi di tutela dei monumenti devono essere stabiliti in un piano internazionale e rispettati da ogni nazione secondo la propria cultura e le proprie tradizioni: «Le opere monumentali dei popoli, recanti un messaggio spirituale del passato, rappresentano, nella vita attuale, la viva testimonianza delle loro tradizioni secolari. L'umanità, che ogni giorno prende atto dei valori umani, le considera patrimonio comune, riconoscendosi responsabile della loro salvaguardia di fronte alle generazioni future. Essa si sente in dovere di trasmetterle nella loro completa autenticità. È essenziale che i principi che presiedono alla conservazione ed al restauro dei monumenti vengano prestabiliti e formulati a livello internazionale, lasciando tuttavia che ogni Paese li applichi, tenendo conto della propria cultura e delle proprie tradizioni. Definendo per la prima volta questi principi fondamentali, la Carta di Atene del 1931 ha contribuito allo sviluppo di un vasto movimento internazionale, nell'attività dell'ICOM e dell'UNESCO, e nella creazione, ad opera dell'UNESCO stessa, del Centro Internazionale di Studio per la conservazione ed il restauro dei Beni Culturali. Sensibilità e spirito critico si sono rivolti su problemi sempre più complessi e variati; è arrivato quindi il momento di riesaminare i principi della Carta, al fine di approfondirli e di ampliarne l'operatività in un documento nuovo». 

### Punti della carta
Definizioni
1.La nozione di monumento storico comprende tanto la creazione architettonica isolata quanto l'ambiente urbano o paesistico che costituisca la testimonianza di una civiltà particolare, di un'evoluzione significativa o di un avvenimento storico. Questa nozione si applica non solo alle grandi opere ma anche alle opere modeste che, con il tempo, abbiano acquistato un significato culturale.
Patrimonio culturale: il primo articolo è di grande rilevanza in quanto esplicita la portata innovatrice del documento veneziano rispetto alla precedente Carta di Atene. La nozione di monumento artistico e storico si amplia e passa dalla sua definizione come «opera maestra in cui la civilizzazione ha trovato la sua più alta espressione» a una nozione di monumento storico che comprende tanto l'opera architettonica in sé quanto il paesaggio urbano e naturale di cui per la prima volta si evidenzia il valore storico e culturale e che per questo va tutelato. Una definizione che abbraccia le grandi opere come quelle modeste che siano eredi di un significato culturale. Con l'evoluzione del concetto di patrimonio culturale il significato di monumento e sito si diversifica ponendo una maggiore enfasi nei progetti di conservazione delle aree storiche come definito dalla Raccomandazione concernente la tutela e il ruolo attuale delle aree storiche dell'UNESCO del 1976.
2.La conservazione ed il restauro dei monumenti costituiscono una disciplina che si vale di tutte le scienze e di tutte le tecniche che possono contribuire allo studio ed alla salvaguardia del patrimonio monumentale.
Scienze e tecniche moderne: si rende manifesto che la scienza e la tecnologia vanno ricercate attivamente nella soluzione dei problemi riguardanti la conservazione e il restauro in vista dell'importante obbiettivo di protezione di un patrimonio che racchiude i valori di tutte le civiltà e che per questo oltre che monumentale è anche mondiale. La diffusione della conoscenza tecnica e scientifica nelle pratiche di tutela stava acquisendo maggior sviluppi dopo la sua origine nel Romanticismo con il consolidamento del positivismo come metodologia per lo studio della Storia dell'Arte.
3.La conservazione ed il restauro dei monumenti mirano a salvaguardare tanto l'opera d'arte che la testimonianza storica.

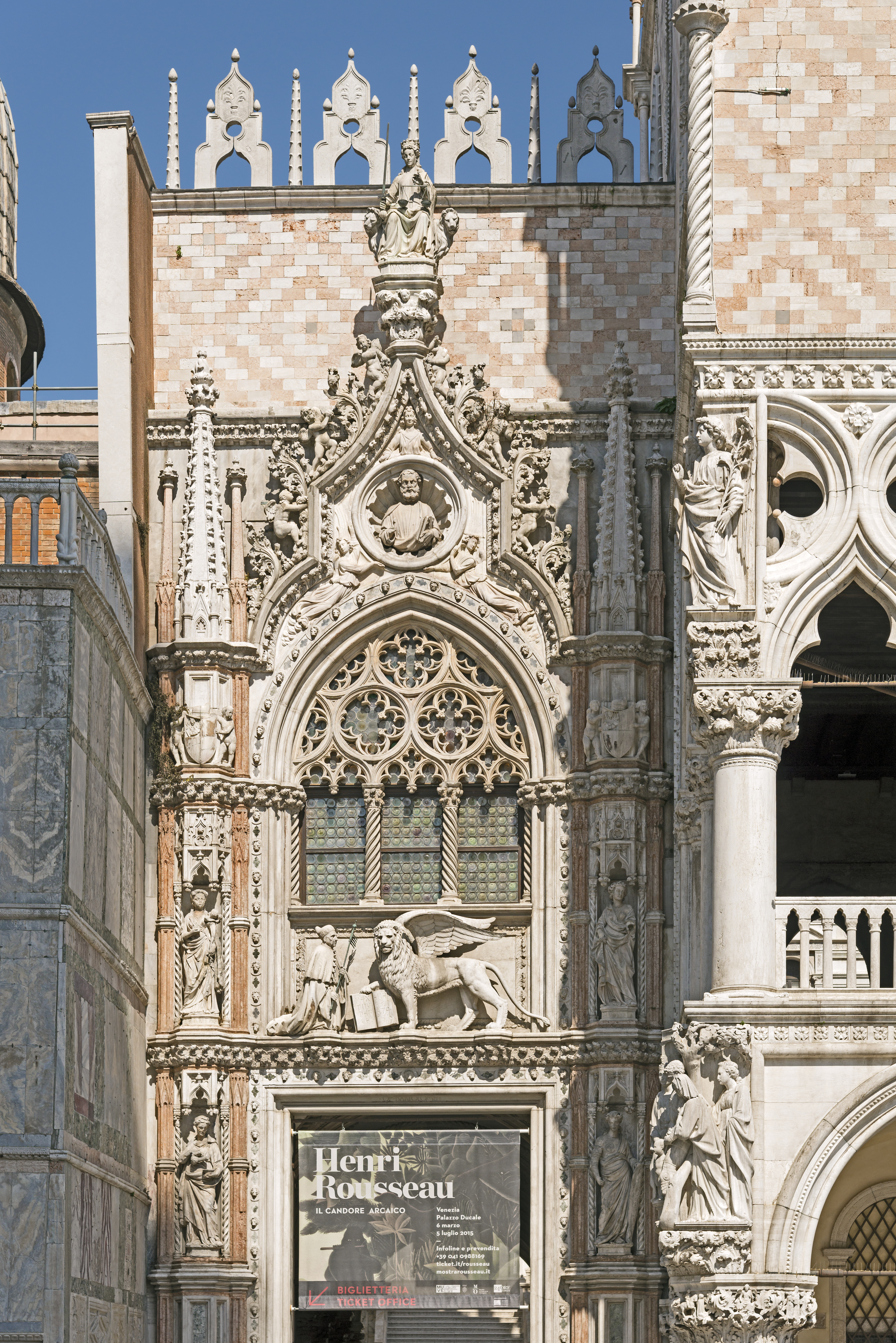
La Porta della Carta a Venezia è un esempio dell'uso di tecniche moderne nel trattamento del restauro.

Autenticità: viene qui affermato uno dei principi cardine del restauro critico: la doppia natura del monumento costituito dall'istanza estetica che corrisponde «all'artisticità per cui l'opera è opera d'arte» e quella storica, tramandata nel tempo, come prodotto umano di un determinato periodo e di un determinato luogo. Secondo una delle più celebri definizioni ad opera di Cesare Brandi: «il restauro costituisce il momento metodologico del riconoscimento dell'opera d'arte nella sua consistenza fisica e nella duplice polarità estetica e storica, in vista della sua trasmissione nel futuro.». Obiettivo delle tecniche di conservazione e restauro dunque sarà quello di garantire l'autenticità dell'opera nel suo vero significato storico, artistico e culturale in accordo con il principio posto nel preambolo iniziale.
Conservazione
4.La conservazione dei monumenti impone anzitutto una manutenzione sistematica.
Mantenimento: questo articolo esplicita un principio che rimarrà di capitale importanza per la protezione dei monumenti ovvero una protezione continua e rigorosa che deve rientrare in tutti i programmi e i progetti di conservazione al fine di evitare danni successivi che comporterebbero costi maggiori e interventi diretti sul monumento. L'urgenza delle attività di manutenzione sarà un punto essenziale che tutte le Carte del Restauro andranno a ribadire già dalla Carta di Atene del 1931, in quanto «assicurano lunga vita ai monumenti» (Carta Italiana del Restauro, 1972).
5.La conservazione di un monumento implica quella della sua condizione ambientale. Quando sussista un ambiente tradizionale, questo sarà conservato; verrà inoltre messa al bando qualsiasi nuova costruzione, distruzione ed utilizzazione che possa alterare i rapporti di volumi e colori.
Funzione appropriata: per sopravvivere un monumento deve avere un ruolo nella società, deve cioè assumere una funzione. Tale funzione può però modificarsi in quanto la valutazione critica del passato è in costante cambiamento mentre il monumento resta unico e immutabile. Quando un edificio o un'area storici si trovano in stato di abbandono emerge la possibilità di dare loro una nuova funzione o interpretazione. Tuttavia questa nuova funzione ha dei limiti come il rispetto dei valori culturali intrinsechi dell'opera o concretamente il mantenimento dell'equilibrio delle decorazioni. Il monumento risulta strettamente legato alla società a cui appartiene che gli dona, fra diversi valori, un valore d'uso ovvero la capacità di soddisfare le esigenze materiali. La conservazione sarà volta al mantenimento di questa funzionalità secondo il principio espresso da Riegl nel XIX secolo.
6.La conservazione dell'edificio non può prescindere dalla conservazione del contesto ambientale, urbano, paesistico, archeologico in cui esso è inserito. Quando vi sia un ambiente particolare, anche questo dovrà essere conservato. Non sono ammesse costruzioni o abbattimenti che altereranno i rapporti dei volumi e dei colori.

Villa Bagnaia, Viterbo, Italia

Monumento e contesto: fino al XIX secolo l'interesse culturale si era focalizzato sul monumento mentre a partire dai primi decenni del XX secolo la visione si amplia anche all'intorno dell'edificio, all'ambiente che diventa una “cornice” apprezzata per i suoi specifici valori. Un edificio deve perciò essere considerato parte integrante di un ambiente più grande che di conseguenza va conservato alla stessa maniera. Una protezione che porta al divieto di qualsiasi costruzione o demolizione che possa disturbare l'armonia delle sue decorazioni e in generale dell'ambiente che forma un tutt'uno con l'edificio che contiene. Un esempio italiano è il giardino di Villa Bagnaia di cui la piccola città ne forma non solo lo sfondo ma anche il contesto storico. Eventuali modifiche di questo paesaggio urbano potrebbero compromettere non di poco l'impostazione della Villa. Questa nuova importanza per la “cornice ambientale”, ribadita fortemente dai principi dell'architetto e ingegnere italiano Gustavo Giovannoni, emerge per la prima volta anche se in modo timido e limitato nella Carta di Atene che “raccomanda di rispettare, nelle costruzioni degli edifici, il carattere e la fisionomia della città, specialmente in prossimità dei monumenti antichi, per i quali l'ambiente deve essere oggetto di cure particolari.”
7.Il monumento non può essere separato dalla storia della quale è testimone, né dall'ambiente in cui si trova. Lo spostamento di una parte o di tutto il monumento non può quindi essere accettato se non quando la sua salvaguardia lo esiga o quando ciò sia giustificato da cause di eccezionale interesse nazionale o internazionale.
Mantenimento in situ: il monumento è parte integrante dell'ambiente, il materiale di cui è formato mantiene un rapporto costante con il suo contesto ambientale che contribuisce al carattere dell'opera. Inoltre è portavoce di una parte della storia dell'umanità e porta i segni del passaggio del tempo costituendone la patina che ne dona il carattere di antichità. Monumenti o parti di esso acquisiscono il loro speciale significato proprio perché collocati nel loro contesto, se spostati potrebbero non essere compresi correttamente. Per questi motivi il monumento o le sue parti generalmente non vanno dislocate ad eccezione di cause straordinarie al fine di garantirne la conservazione (il concetto di eccezionalità verrà ribadito nel 1972 dalla Carta Italiana del Restauro).
8.Gli elementi di scultura, di pittura o di decorazione che sono parte integrante del monumento non possono essere separati da esso se non quando questo sia l'unico modo atto ad assicurare la loro conservazione.
Integrità: l'articolo 8 è necessariamente legato a quello precedente: le parti decorative di un monumento non devono essere considerate come entità separate ma come elementi che formano l'unità dell'intero secondo il principio del restauro critico. L'opera d'arte è una totalità e non solo la somma delle parti, come le tessere di un mosaico in sé stesse non costituiscono un'opera d'arte. Tuttavia queste decorazioni, soprattutto esterne, possono essere soggette a deterioramento e se la loro protezione non può avvenire in situ è concesso il loro spostamento in altro luogo.
Restauro
9.Il restauro è un processo che deve mantenere un carattere eccezionale. Il suo scopo è di conservare e di rivelare i valori formali e storici del monumento e si fonda sul rispetto della sostanza antica e delle documentazioni autentiche. Il restauro deve fermarsi dove ha inizio l'ipotesi: sul piano della ricostruzione congetturale qualsiasi lavoro di completamento, riconosciuto indispensabile per ragioni estetiche e tecniche, deve distinguersi dalla progettazione architettonica e dovrà recare il segno della nostra epoca. Il restauro sarà sempre preceduto e accompagnato da uno studio storico e archeologico del monumento.
Nella prima parte dell'articolo emerge la finalità del restauro come processo di conservazione ed enfatizzazione della istanza estetica («valori formali») e quella storica («valori storici») di cui è formato il monumento. Si sottolinea che tale processo va intrapreso quando l'attività di conservazione non può più garantire la sicurezza per l'edificio e deve essere sostituita da un'azione più profonda. Questa azione di carattere straordinario si svolgerà sulla base di uno studio storico e archeologico in modo da rispettare il senso storico-artistico del monumento secondo i principi del restauro scientifico. Importante è certamente la capacità di porsi dei limiti, di fermarsi dove ha inizio l'ipotesi e non perseguire in alcun caso l'unità stilistica del monumento. In quanto all'inserimento di nuovi elementi, considerati necessari a partire da un giudizio critico di valore («per ragioni estetiche e tecniche»), dovranno garantire l'armonia tra antico e nuovo oltre che mostrare «non di essere opere antiche, ma di essere opere d'oggi» secondo il principio della “discriminazione moderna delle aggiunte” di Camillo Boito.
10.Quando le tecniche tradizionali si rivelano inadeguate, il consolidamento di un monumento può essere assicurato mediante l'ausilio di tutti i più moderni mezzi di struttura e di conservazione, la cui efficienza sia stata dimostrata da dati scientifici e sia garantita dall'esperienza.
Compatibilità dei trattamenti: ogni generazione ha la responsabilità di tutelare le varie strutture storiche sopravvissute a distanza di centinaia di anni. Per quanto riguarda il procedimento tecnico previsto dal restauro, il documento veneziano legittima l'impiego di tecniche e materiale moderni, come già accadeva nella Carta di Atene, ma ne amplia il concetto affermando che questo tipo di mezzi si utilizzeranno solo nel caso in cui le tecniche tradizionali si dimostrino inadeguate e che i mezzi moderni siano stati approvati scientificamente e dall'esperienza che verifica la loro compatibilità con i materiali della struttura. Infatti lo stesso principio espresso dal documento del 1931 nell'articolo 5 ha subito molte critiche per gli effetti corrosivi che hanno provocato nei monumenti materiali come il ferro.
11.Nel restauro di un monumento sono da rispettare tutti i contributi che definiscono l'attuale configurazione di un monumento, a qualunque epoca appartengano, in quanto l'unità stilistica non è lo scopo di un restauro. Quando in un edificio si presentano parecchie strutture sovrapposte, la liberazione di una struttura di epoca anteriore non si giustifica che eccezionalmente, e a condizione che gli elementi rimossi siano di scarso interesse, che la composizione architettonica rimessa in luce costituisca una testimonianza di grande valore storico, archeologico o estetico, e che il suo stato di conservazione sia ritenuto soddisfacente. Il giudizio sul valore degli elementi in questione e la decisione circa le eliminazioni da eseguirsi non possono dipendere dal solo autore del progetto.
Stratificazioni storiche: in tema di stratificazioni presenti in un monumento si afferma come principio generale il rispetto di tutto ciò che definisce la conformazione attuale del monumento senza considerare l'epoca di appartenenza. L'unità di stile non rientra nelle finalità del restauro portando ad una esplicita opposizione della Carta di Venezia nei confronti del pensiero di Viollet-le-Duc che assegnava all'operazione di restauro la responsabilità di portare l'edificio ad una ideale omogeneità stilistica. Per questa ragione il documento è considerato il fondatore della moderna cultura del restauro poiché costituisce la rottura definitiva con l'eredità ottocentesca allontanandosi dalle esigenze di tipo stilistico. Tuttavia se si rende necessario l'alleggerimento di una struttura, questo può accadere solo se la rimozione riguarda elementi di poco interesse, le cosiddette masse amorfe del restauro di Giovannoni o che lo stato di conservazione sia sufficiente, in ogni caso costituirà un evento eccezionale. I giudizi di valore possono cambiare nel tempo, e da una cultura all'altra quindi le priorità devono essere stabilite con la dovuta attenzione ai valori culturali insieme a considerazioni sociali, economiche e politiche. Data la pluralità delle qualità da tenere in considerazione, le decisioni devono essere prese da una squadra multidisciplinare al fine di garantire un giudizio equilibrato. Inoltre data la varia natura dei monumenti, ognuno con una propria traccia storica e identità specifica, le decisioni sul trattamento varieranno da caso a caso in modo che operazioni di restauro siano un processo critico che produce la legittimità del trattamento.
12.Gli elementi destinati a sostituire le parti mancanti devono integrarsi armoniosamente nell'insieme, distinguendosi tuttavia dalle parti originali, affinché il restauro non falsifichi il monumento, e risultino rispettate, sia l'istanza estetica che quella storica.
Reintegrazione di parti mancanti: l'autenticità del monumento nel rispetto dei valori formali è obbiettivo prioritario di qualsiasi modificazione dell'edificio. Il restauro deve mirare al ristabilimento della unità potenziale dell'opera d'arte, purché ciò sia possibile senza commettere un falso artistico o un falso storico, e senza cancellare ogni traccia del passaggio dell'opera d'arte nel tempo. Nuovi elementi possono essere aggiunti per reintegrare le varie lacune purché non vadano a spezzare l'armoniosa unità dell'edificio e si possano differenziare dalle parti originarie preesistenti. La reintegrazione moderna deve adeguarsi alle parti storiche valutando il peso visivo delle differenti integrazioni per non intaccare la forma e distogliere l'attenzione dalla patina originale. Tutto ciò allontana ancora una volta il testo dall'ideale stilistico dell'architetto francese Viollet-le-Duc che incorre nella creazione di “falsi storici” introducendo nuovi elementi come fossero originali. Secondo la visione critica di Cesare Brandi invece una ricostruzione non può avere lo stesso significato di quella originale in quanto il materiale utilizzato nella creazione dell'opera, passa alla storia come risultato dell'azione umana. Utilizzando lo stesso tipo di materiale ma in tempi differenti, quello originale della creazione e quello moderno del restauro, il monumento assumerà una diversa rilevanza storica diventando storicamente ed esteticamente un falso.
13.Le aggiunte non possono essere tollerate se non rispettano tutte le parti interessanti dell'edificio, il suo ambiente tradizionale, l'equilibrio del suo complesso e i rapporti con l'ambiente circostante.
Aggiunte: lo scopo del restauro è di conservare e non di rinnovare un monumento. Le varie aggiunte devono quindi rispettare l'unità di immagine dell'edificio come prescritto da Camillo Boito e in senso più ampio non devono intaccare l'armonia con l'ambiente che lo circonda.
Siti storici
14. Gli ambienti monumentali debbono essere l'oggetto di speciali cure, al fine di salvaguardare la loro integrità ed assicurare il loro risanamento, la loro utilizzazione e valorizzazione. I lavori di conservazione e di restauro che vi sono eseguiti devono ispirarsi ai principi enunciati negli articoli precedenti.
Nel ventaglio di novità offerto dalla Carta di Venezia trova spazio la considerazione dei siti storici e delle città come terreni in cui si esprimono in modo pieno i valori della civiltà e che necessitano quindi di essere tutelati secondo i principi enunciati in precedenza. Tuttavia il testo fa riferimento solamente agli ambienti monumentali mentre in più occasioni l'ICOMOS ha sottolineato la necessità di estendere le norme di conservazione restauro anche a tutto il tessuto storico. Interessante è stata l'osservazione di Giuseppe Fiengo rispetto alla tutela ambientale proposta dalla Carta di Venezia. Vi sarebbero due livelli di tutela: il primo si legge nell'articolo 6, «quando vi sia un ambiente particolare, anche questo dovrà essere conservato. Non sono ammesse costruzioni o abbattimenti che altereranno i rapporti dei volumi e dei colori.», ovvero si esprime la volontà di salvaguardia della totalità dei tessuti storici. Tuttavia il secondo livello, rappresentato dall'articolo 14, stabilisce la priorità di protezione degli “ambienti monumentali” rispetto alla totalità e generalità dei tessuti storici e quindi del “monumento” singolare rispetto ai “beni ambientali”, in contrasto con la definizione esplicitata dall'articolo 1.
Scavi
15.I lavori di scavo sono da eseguire conformemente a norme scientifiche ed alla "Raccomandazione che definisce i principi internazionali da applicare in materia di scavi archeologici", adottata dall'UNESCO nel 1956. Saranno assicurate l'utilizzazione delle rovine e le misure necessarie alla conservazione ed alla stabile protezione delle opere architettoniche e degli oggetti rinvenuti. Verranno inoltre prese tutte le iniziative che possano facilitare la comprensione del monumento messo in luce, senza mai snaturare i significati. È da escludersi "a priori" qualsiasi lavoro di ricostruzione, mentre è da considerarsi accettabile solo l'anastilosi, cioè la ricomposizione di parti esistenti ma smembrate. Gli elementi di integrazione dovranno sempre essere riconoscibili, e limitati a quel minimo che sarà necessario a garantire la conservazione del monumento e ristabilire la continuità delle sue forme..
Agli inizi dell'VIII secolo si fece strada l'idea di scavi sistematici per il recupero di oggetti antichi e più tardi anche per l'individuazione di edifici. In questo modo l'articolo si riferisce all'attività consolidata dell'archeologia volta al ritrovamento di monumenti e oggetti antichi, una pratica che deve realizzarsi osservando le norme scientifiche e i principi internazionali stabiliti dall'UNESCO nel 1956. Gli oggetti rilevati da scavi archeologici presentano carattere di unicità per cui verrà garantita tanto la loro protezione come anche quella dei monumenti le cui sole modificazioni sono previste attraverso la tecnica dell'anastilosi. Come sostiene Giovannoni nel suo restauro di completamento, le integrazioni si distingueranno dagli elementi originali senza mai pretendere di ristabilire «uno stato completo che può non essere mai esistito in nessun momento» e non eccederanno in quantità per puntare diversamente alla qualità, alla conservazione della forma secondo l'influenza della Gestalt-Psychologie. Inoltre si dichiara l'impegno per una maggior comprensione dell'edificio storico attraverso l'utilizzo ad esempio di modelli in scala, disegni, supporti audio-visivi e vari livelli di guide per chiarire il messaggio generale ai visitatori e fornire informazioni più approfondite ai varo specialisti.
Pubblicazione
16.I lavori di conservazione, di restauro e di scavo saranno sempre accompagnati da una rigorosa documentazione, con relazioni analitiche e critiche, illustrate da disegni e fotografie. Tutte le fasi di lavoro di liberazione, come gli elementi tecnici e formali identificati nel corso dei lavori, vi saranno inclusi. Tale documentazione sarà depositata in pubblici archivi e verrà messa a disposizione degli studiosi.
Una questione fondamentale, già messa in luce dal restauro moderno di Camillo Boito, è la necessità di una sistematica documentazione dei vari processi ai quali un monumento è sottoposto (conservazione, restauro, scavo). I documenti descriveranno tutte le fasi dei procedimenti mediante relazioni analitiche chiarite da disegni e fotografie così che tutte le possibili fasi di liberazione, consolidamento, completamento, come gli elementi tecnici e formali utilizzati nei lavori siano acquisiti in modo permanente e sicuro. Tali testimonianze verranno poi depositate in archivi pubblici e messi a disposizione degli studiosi. Tutte le fasi ovviamente saranno accompagnate da studi precisi sulla storia e la vita artistica del monumento come previsto dall'art. 9 e dalla visione del “restauratore-storico” dell'idea boitiana

## Successo e impatto della Carta
La Carta di Venezia è la Magna Carta della salvaguardia del patrimonio monumentale per il bene delle generazioni presenti e future. Rappresenta i dieci comandamenti della conservazione e del restauro dei monumenti che vanno tutelati e rispettati nel loro significato. Il documento ha espresso l'urgente necessità di trovare dei principi fondamentali comuni, allargando gli orizzonti nazionali per coprire la causa comune della tutela dei monumenti di tutte le civilizzazioni ed espandendo il concetto di conservazione dei monumenti che ora abbracciano anche gli edifici di tutti i giorni. Il testo ebbe un successo inaspettato tanto a livello nazionale che internazionale. Per la prima volta vi fu un consenso generale nell'approvazione un documento nuovo e per la prima volta gli specialisti del mondo intero poterono fare riferimento ad un testo comune facilitando un maggior dialogo fra tutte le nazioni. Il documento veneziano ha ispirato molti altri documenti dedicati ad aree specifiche come:
- la salvaguardia delle ville storiche: "Raccomandazioni di Levoca, 1967", "Risoluzioni di Bruges", "Principi di riabilitazione delle ville storiche, 1975", "Carta internazionale delle ville storiche, Washington, 1987”
- il turismo culturale: "Carta di Bruxelles, 1976"
- i giardini storici: “Carta di Firenze 1981”

quest'ultima in particolare venne redatta con l'intenzione di completare la Carta di Venezia nel particolare ambito dei beni culturali ambientali. Inoltre tutte le convenzioni e le raccomandazioni dell'UNESCO riguardanti il patrimonio monumentale fanno riferimento alla Carta di Venezia. La Carta di Venezia non è solo un documento storico che va protetto e preservato, presenta un carattere vivo e dinamico che da più di mezzo secolo guida i pensieri e le azioni dei membri dell'ICOMOS e dei professionisti della conservazione di monumenti e siti nel mondo. Secondo il simposio internazionale avvenuto in Svizzera nel 1990, la Carta di Venezia non è di certo un testo dogmatico ma l'espressione di un atteggiamento culturale verso i valori intrinsechi del patrimonio monumentale. L'attualità del documento è stata oggetto di discussione di vari incontri internazionali come nei tre giorni di meeting a Ditchley, o in occasione dell'Assemblea Generale a Mosca nel 1978 e a Roma nel 1981. La valutazione finale è sempre stata a favore del documento veneziano che fin dalla sua realizzazione esprime le profonde speranze ed impegni dei padri fondatori. Il testo per il suo rigore e la sua chiarezza è ancora universalmente accettato godendo di un'indiscutibile autorità e prestigio.